# 유럽의 극소 국가

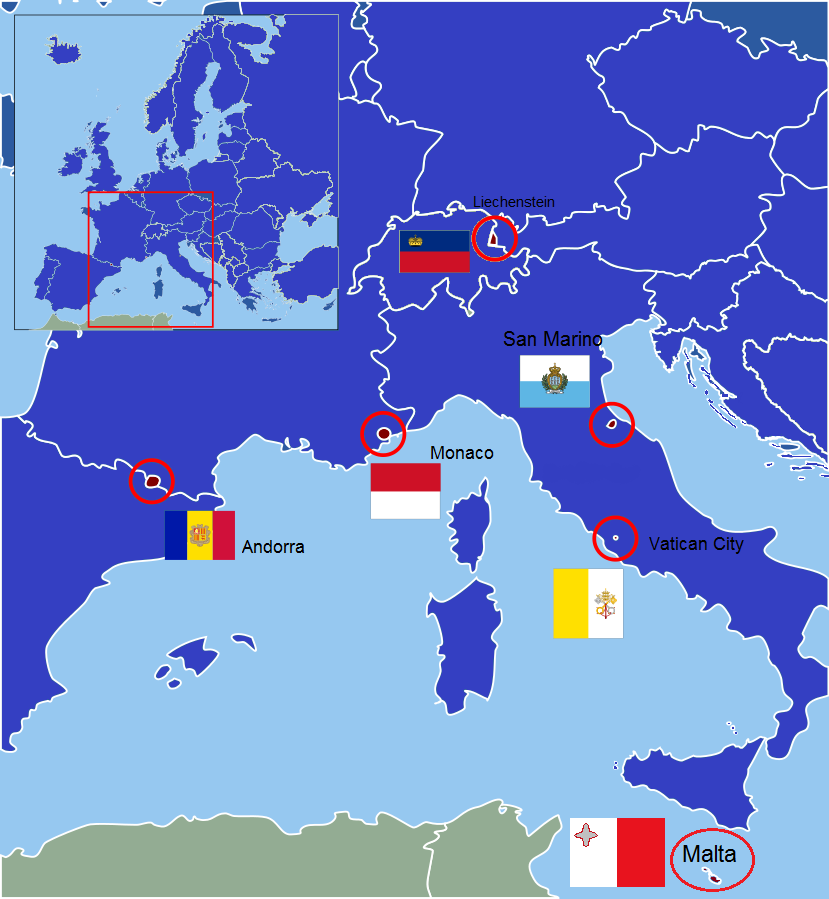
유럽의 극소 국가인 안도라, 리히텐슈타인, 몰타, 모나코, 산마리노, 바티칸 시국의 위치

유럽의 극소 국가는 유럽에 위치한 아주 작은 주권국들의 집합이다. 이 용어는 일반적으로 유럽에 위치한 6개의 가장 작은 국가인 안도라, 리히텐슈타인, 몰타, 모나코, 산마리노, 바티칸 시국이다. 이 가운데 안도라, 리히텐슈타인, 모나코, 바티칸 시국 4개국은 군주제 국가이고 몰타, 산마리노는 공화국이다. 17세기에 형성된 리히텐슈타인을 제외한 나머지 국가들의 지위는 1000년 또는 2000년 이전으로 거슬러 올라간다.
스스로를 국가라고 선언하고 있지만 독립 국가로 인정되지 않는 마이크로네이션과는 달리 극소 국가는 보다 큰 국가에서 작은 독립 국가로 인정받고 있다. 극소 국가를 전문으로 연구해 온 학자들은 극소 국가에 대해 "자신들의 지리적 또는 인구학적인 제약으로부터 정치적, 경제적 생존 능력을 보호하는 대가로 더 큰 세력에 대한 주권의 특정 속성을 일방적으로 격하시킬 수 있는 현대적인 보호 국가이자 주권 국가"로 정의하고 있다. 이러한 정의에 따라 안도라, 리히텐슈타인, 모나코, 산마리노 4개국만이 각각의 더 큰 이웃 나라들과 가깝지만 자발적인 관계를 맺고 있기 때문에 "극소 국가"로서의 자격이 주어진다. 그럼에도 불구하고 유럽의 모든 극소 국가들을 합친 것보다 훨씬 큰 룩셈부르크는 이러한 특징의 일부를 공유하고 있다.
일부 학자들은 바티칸 시국이 "국가의 전통적인 기준"을 충족하지 못하고 있어서 국가로서의 지위에 이의를 제기하고 있는데 "바티칸 시국의 특수한 지위는 교황이 자신의 정신적인 기능을 자유롭게 발휘할 수 있도록 하는 수단으로 여겨질 것이며 이러한 관점에서 국제 기구의 본부와 느슨하게 유사한 편이다."라는 입장을 밝히고 있다.

## 목록
- 안도라 (면적 468 km2): 피레네산맥에 위치한 작은 나라로서 공용어는 카탈루냐어이다. 1278년에 프랑스의 푸아 백작과 스페인의 우르젤 주교의 공동으로 소유한 영지 형식을 띤 독립 국가로 존재했으며 현재는 프랑스의 대통령과 스페인의 우르젤 주교가 안도라의 공동 영주를 겸임한다.
- 리히텐슈타인 (면적 160.4km2): 스위스와 오스트리아 사이에 위치한 작은 나라로서 1719년에 신성 로마 제국의 지배를 받고 있던 파두츠 백작령과 셸렌부르크 영지가 결합하여 수립된 후국이다.
- 몰타 (면적 316km2): 지중해에 위치한 작은 섬나라로서 기원전 5200년에 시칠리아에서 이주한 주민들이 처음으로 몰타에 거주했다. 1964년에 영국 연방 왕국으로 독립했고 1974년에 공화국이 되었다. 몰타는 영국 연방 회원국이자 유럽의 극소 국가 중 유일하게 유럽 연합 회원국이기도 하다.
- 모나코 (면적 1.95km2): 프랑스의 지중해 연안 지대인 코트다쥐르에 위치한 공국이자 입헌 군주국이다. 13세기부터 그리말디 가문의 지배를 받았으며 1860년에 완전한 독립 국가로 승인받았다.
- 산마리노 (면적 61km2): 국토 전체가 이탈리아에 둘러싸여 있는 작은 나라이다. 301년에 수립된 기독교 신앙 공동체를 기반으로 하여 수립된 국가로서 세계에서 가장 오랜 역사를 가진 주권 국가이자 공화국이기도 하다.
- 바티칸 시국 (면적 0.44km2): 국토 전체가 이탈리아 로마에 둘러싸인 세계에서 가장 작은 나라로서 교황이 직접 지배하는 독립 국가이다. 교황령을 전신으로 하고 있으며 1929년에 이탈리아의 베니토 무솔리니 정부와 체결한 라테라노 조약에 따라 독립된 주권 국가로 인정받았다.

## 같이 보기
- 월경지
- 유럽 소국 경기 대회